# Ацетилхлорид
Ацети́лхлори́д — органічна сполука складу CH3COCl, хлороангідрид оцтової кислоти (етанової).
За звичайних умов є безбарвною рідиною, що димить на повітрі. Його присутність у повітрі при концентрації понад 0,5 мільйонних часток спричинює сльозотечу, поразнення дихальних шляхів. Вдихання випарів може спричинювати значні отруєння. Оскільки ацетилхлорид є надзвичайно реакційноздатним, він ацилює гідроксильні та аміногрупи ферментів, порушуючи їхнє нормальне функціонування. Також він є легкозаймистою речовиною (спалахує при 4 °C), що вимагає особливої обережності у його використанні та зберіганні. 
Важливість ацетилхлориду вперше була описана у 1850 році. Він є ефективним агентом для ацетилювання спиртів та амінів для отримання естерів, амідів. Зокрема, його застосовують у реакції Фріделя—Крафтса при отриманні ацетофенону ацилюванням бензену. Ацетилхлорид є важливим реагентом у синтезі барвників, фармацевтичних препаратів (аспірину, парацетамолу, ацетаніліду), ацильованих полімерів.

## Отримання
Основним промисловим методом синтезу ацетилхлориду є реакція між оцтовим ангідридом та безводним хлороводнем:
{\displaystyle \mathrm {(CH_{3}CO)_{2}O+HCl\longrightarrow CH_{3}COCl+CH_{3}COOH} }
В лабораторних умовах застосовуються реакції оцтової кислоти (або її солей) із сильними хлоруючими агентами на кшталт PCl3, PCl5, SOCl2:
{\displaystyle \mathrm {CH_{3}COOH+PCl_{5}\longrightarrow CH_{3}COCl+POCl_{3}+HCl} }
{\displaystyle \mathrm {CH_{3}COOH+SOCl_{2}\longrightarrow CH_{3}COCl+SO_{2}+HCl} }
У м'яких умовах відбувається синтез за участі трифенілфосфіну в тетрахлорометані:
{\displaystyle \mathrm {CH_{3}COOH+(C_{6}H_{5})_{3}P+CCl_{4}\longrightarrow CH_{3}COCl+(C_{6}H_{5})P{=}O+CHCl_{3}} }
Також пропонувалися методи каталітичного карбонілювання хлорометану на поверхні сполук родію, паладію, іридію. Вихід за подібними реакціями складає близько 56 %. Вони не знайшли широкого застосування.
{\displaystyle \mathrm {CH_{3}Cl+CO\longrightarrow CH_{3}COCl} }
До інших способів належать:
- реакція оцтової кислоти з хлоропохідними етилену у присутності FeCl2;
- реакція оцтової кислоти з бензилхлоридом (вихід 80 %);
- конверсія 1,1-дихлороетану (вихід 90 %);
- розкладання етилацетату під дією фосгену (не застосовується через високу вартість виробництва).

## Хімічні властивості
Ацетилхлорид є сильним електрофільним реагентом і проявляє сильні ацилювальні властивості.
Він легко гідролізується водою, ще легше — лугами:
{\displaystyle \mathrm {CH_{3}COCl+H_{2}O\longrightarrow CH_{3}COOH+HCl} }
{\displaystyle \mathrm {CH_{3}COCl+2NaOH\longrightarrow CH_{3}COONa+NaCl+H_{2}O} }
Взаємодіє з різними нуклеофілами, зокрема, зі спиртами, амінами, солями карбонових кислот:
{\displaystyle \mathrm {CH_{3}COCl+CH_{3}OH\longrightarrow CH_{3}COOCH_{3}+HCl} }
{\displaystyle \mathrm {CH_{3}COCl+NH_{3}\longrightarrow CH_{3}CONH_{3}+HCl} } (вихід 85—95%)
{\displaystyle \mathrm {CH_{3}COCl+NaSH\longrightarrow CH_{3}COSH+NaCl} }

Ацетилхлорид широко застосовується при ацилюванні аренів за реакцією Фріделя—Крафтса, що веде до отримання кетонів:
Він активно відновлюється металоорганічнимим сполуками. При дії три(трет-бутоксі)алюмогідриду літію він відновлюється до етаналю:
{\displaystyle \mathrm {CH_{3}COCl{\xrightarrow {LiAl[OC(CH_{3})_{3}]_{3}}}\ CH_{3}CHO} }
Відоме також відновлення до альдегіду над платиновим каталізатором (реакція Розенмунда — Зайцева), однак вихід продукту є незадовільним.
З ацетилхлориду отримують й інші галогенпохідні, наприклад, ацетилфторид:
{\displaystyle \mathrm {CH_{3}COCl+KHF_{2}\longrightarrow CH_{3}COF+KCl+HF} }